# Gilles Brougère
Gilles Brougère est un professeur de sciences de l'éducation à l'université de Paris XIII où il est responsable de la spécialité Sciences du Jeu du master Sciences de l'éducation (et anciennement le DESS Sciences et Jeu).
Il a été le directeur du laboratoire EXPERICE, "Centre de Recherche Interuniversitaire Expérience Ressources Culturelles Education", qui regroupe une équipe de recherche de l'université Paris XIII et une équipe de recherche de l'université Paris VIII.

## Ouvrages
- Le jouet, valeurs et paradoxes d'un petit objet secret, 1992  (ISBN 9782862603902)
- Jeu et éducation, 1995  (ISBN 2738433839)
- Jouets et compagnie, Paris, 2003  (ISBN 978-2234056190)
- Jouer, apprendre, Paris, 2005  (ISBN 9782717851199)
- La ronde des jeux et des jouets, 2008  (ISBN 978-2-7467-1115-0)
- Apprendre de la vie quotidienne,  Gilles Brougère et Anne-Lise Ulmann, 2009  (ISBN 978-2-13-057207-7)